# Caulastrea curvata
Caulastrea curvata är en korallart som beskrevs av Wijsman-Best 1972. Caulastrea curvata ingår i släktet Caulastrea och familjen Faviidae. IUCN kategoriserar arten globalt som sårbar. Inga underarter finns listade i Catalogue of Life.